# شون باتريك كانون
شون باتريك كانون (بالإنجليزية: Sean Patrick Cannon)‏ هو مخرج أمريكي، ولد في 31 ديسمبر 1981 في نيويورك في الولايات المتحدة.

## وصلات خارجية
- شون باتريك كانون على موقع IMDb (الإنجليزية)
- شون باتريك كانون على موقع ألو سيني (الفرنسية)
- شون باتريك كانون على موقع أول موفي (الإنجليزية)
- شون باتريك كانون على موقع قاعدة بيانات الفيلم (الإنجليزية)
- شون باتريك كانون على موقع كينوبويسك (الروسية)